# Ariana (tỉnh)

Tỉnh Ariana

Tỉnh Ariana (tiếng Ả Rập: ولاية أريانة) là một trong 22 tỉnh của Tunisia. Tỉnh này nằm ở phía bắc Tunisia. Tỉnh này có dân số 422.000 người (điều tra năm 2004). Tỉnh lỵ là Aryanah.
Bản mẫu:Governorates of Tunisia